# Artist Partner Group
Artist Partner Group (APG) es un sello discográfico independiente estadounidense.

## Historia
Artist Partner Group fue fundado en 2012 por el ejecutivo musical Mike Caren. El grupo es una plataforma hermana de Artist Publishing Group, que se fundó anteriormente en 2004. Ambas entidades se conocen colectivamente como APG.
Artist Partner Group comenzó originalmente como una empresa conjunta con Atlantic Records y Warner Music Group. Durante 8 años, el sello se hizo conocido por fichar a artistas como YoungBoy NBA, Charlie Puth, Kehlani, Ava Max, Odetari, Kevin Gates, Jason Derulo, NLE Choppa, Asteriasdeath (Asteria), Britney Manson, 6arelyhuman, Don Toliver, Alec Benjamin, Bazzi, Lil Skies, Faouzia y Rico Nasty.
En noviembre de 2020, APG finalizó su empresa conjunta de 8 años con Atlantic Records para volverse completamente independiente.